# Sault-lès-Rethel
Pour les articles homonymes, voir Sault.
Sault-lès-Rethel est une commune française, située dans le département des Ardennes en région Grand Est.

## Géographie

### Localisation
Accolé à Rethel, le village est étalé contre le canal des Ardennes.

### Hydrographie
La commune est dans la région hydrographique « la Seine du confluent de l'Oise (inclus) à l'embouchure » au sein du bassin Seine-Normandie. Elle est drainée par le canal des Ardennes  (versant Aisne), l'Aisne et le cours d'eau 01 de la commune de Sault-lès-Rethel,.
Le canal des Ardennes (versant Aisne), d'une longueur de 57 km,  est un chenal et un cours d'eau naturel navigable qui a son origine dans la commune de Dom-le-Mesnil et se jette  dans le canal latéral à l'Aisne à Vieux-lès-Asfeld, après avoir traversé 24 communes. Il traverse la commune d'est en ouest dans sa partie nord sur une longueur d'environ 2 km.
L'Aisne est un  cours d'eau naturel navigable de 256 km de longueur, traversant les cinq départements Meuse, Marne, Ardennes, Aisne, Oise. Elle est un affluent de rive gauche de l'Oise, ce qui fait d'elle un sous-affluent de la Seine. Elle coule d'est en ouestsur une longueur d'environ 1,6 km et constitue la limite séparative nord de la commune.

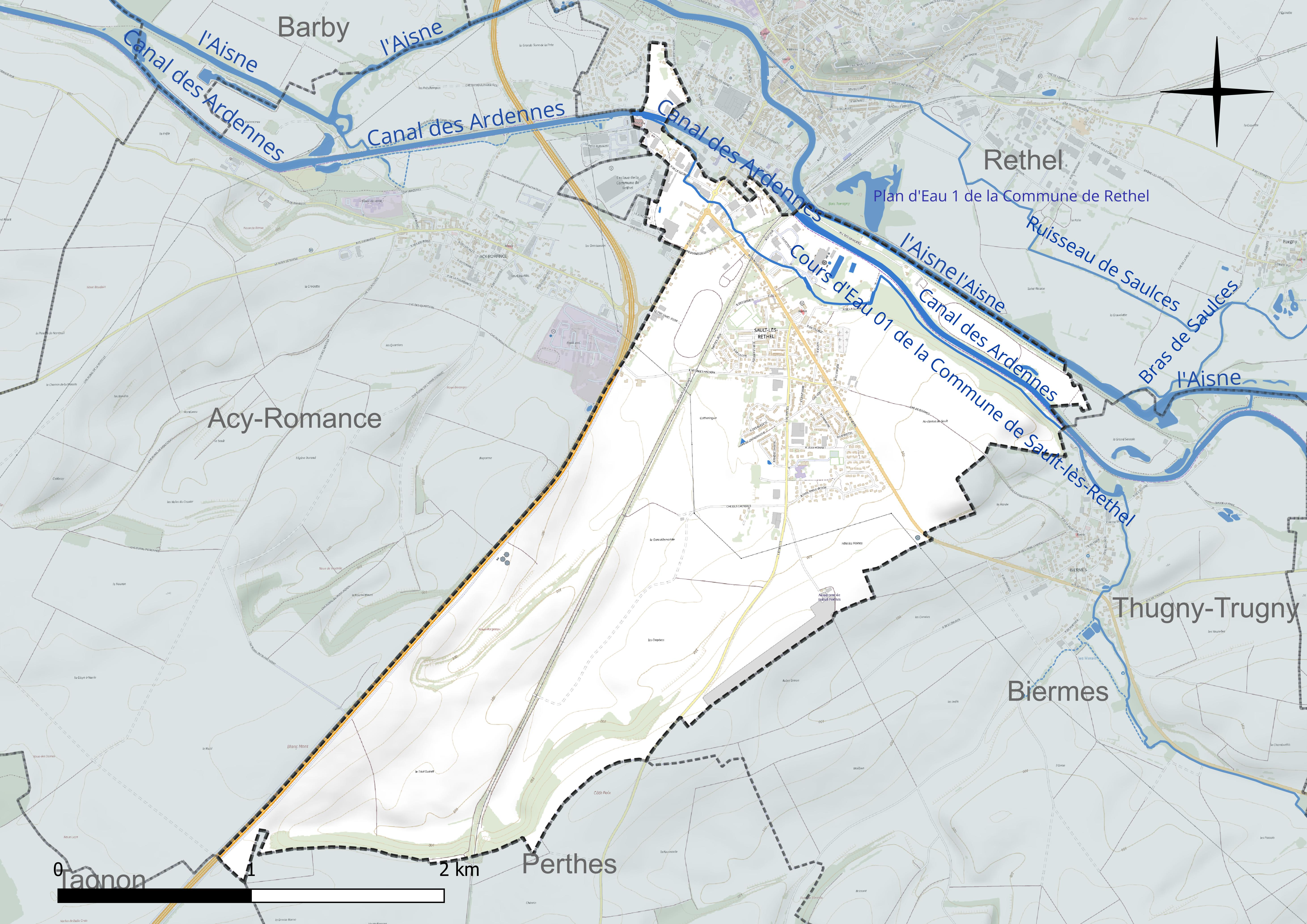
Réseau hydrographique de Sault-lès-Rethel.

### Climat
Pour des articles plus généraux, voir Climat du Grand Est et Climat des Ardennes.
En 2010, le climat de la commune est de type climat océanique dégradé des plaines du Centre et du Nord, selon une étude du Centre national de la recherche scientifique s'appuyant sur une série de données couvrant la période 1971-2000. En 2020, Météo-France publie une typologie des climats de la France métropolitaine dans laquelle la commune est exposée à un climat océanique altéré et est dans la région climatique  Nord-est du bassin Parisien, caractérisée par un ensoleillement médiocre, une pluviométrie moyenne régulièrement répartie au cours de l’année et un hiver froid (3 °C). 
Pour la période 1971-2000, la température annuelle moyenne est de 10,4 °C, avec une amplitude thermique annuelle de 15,7 °C. Le cumul annuel moyen de précipitations est de 745 mm, avec 12,1 jours de précipitations en janvier et 8,7 jours en juillet. Pour la période 1991-2020, la température moyenne annuelle observée sur la station météorologique de Météo-France la plus proche, « Juniville », sur la commune de Juniville à 11 km à vol d'oiseau, est de 10,8 °C et le cumul annuel moyen de précipitations est de 704,4 mm. 
La température maximale relevée sur cette station est de 41,3 °C, atteinte le 25 juillet 2019 ; la température minimale est de −22,1 °C, atteinte le 13 janvier 1968,,. 
Les paramètres climatiques de la commune ont été estimés pour le milieu du siècle (2041-2070) selon différents scénarios d'émission de gaz à effet de serre à partir des nouvelles projections climatiques de référence DRIAS-2020. Ils sont consultables sur un site dédié publié par Météo-France en novembre 2022.

## Urbanisme

### Typologie
Au 1er janvier 2024, Sault-lès-Rethel est catégorisée petite ville, selon la nouvelle grille communale de densité à 7 niveaux définie par l'Insee en 2022.
Elle appartient à l'unité urbaine de Rethel, une agglomération intra-départementale dont elle est une commune de la banlieue,. Par ailleurs la commune fait partie de l'aire d'attraction de Reims, dont elle est une commune de la couronne,. Cette aire, qui regroupe 294 communes, est catégorisée dans les aires de 200 000 à moins de 700 000 habitants,.

### Occupation des sols
L'occupation des sols de la commune, telle qu'elle ressort de la base de données européenne d’occupation biophysique des sols Corine Land Cover (CLC), est marquée par l'importance des territoires agricoles (82,5 % en 2018), en diminution par rapport à 1990 (85,5 %). La répartition détaillée en 2018 est la suivante : 
terres arables (68,6 %), zones urbanisées (15,2 %), prairies (9,1 %), zones agricoles hétérogènes (4,8 %), zones industrielles ou commerciales et réseaux de communication (2,3 %). L'évolution de l’occupation des sols de la commune et de ses infrastructures peut être observée sur les différentes représentations cartographiques du territoire : la carte de Cassini (XVIIIe siècle), la carte d'état-major (1820-1866) et les cartes ou photos aériennes de l'IGN pour la période actuelle (1950 à aujourd'hui).

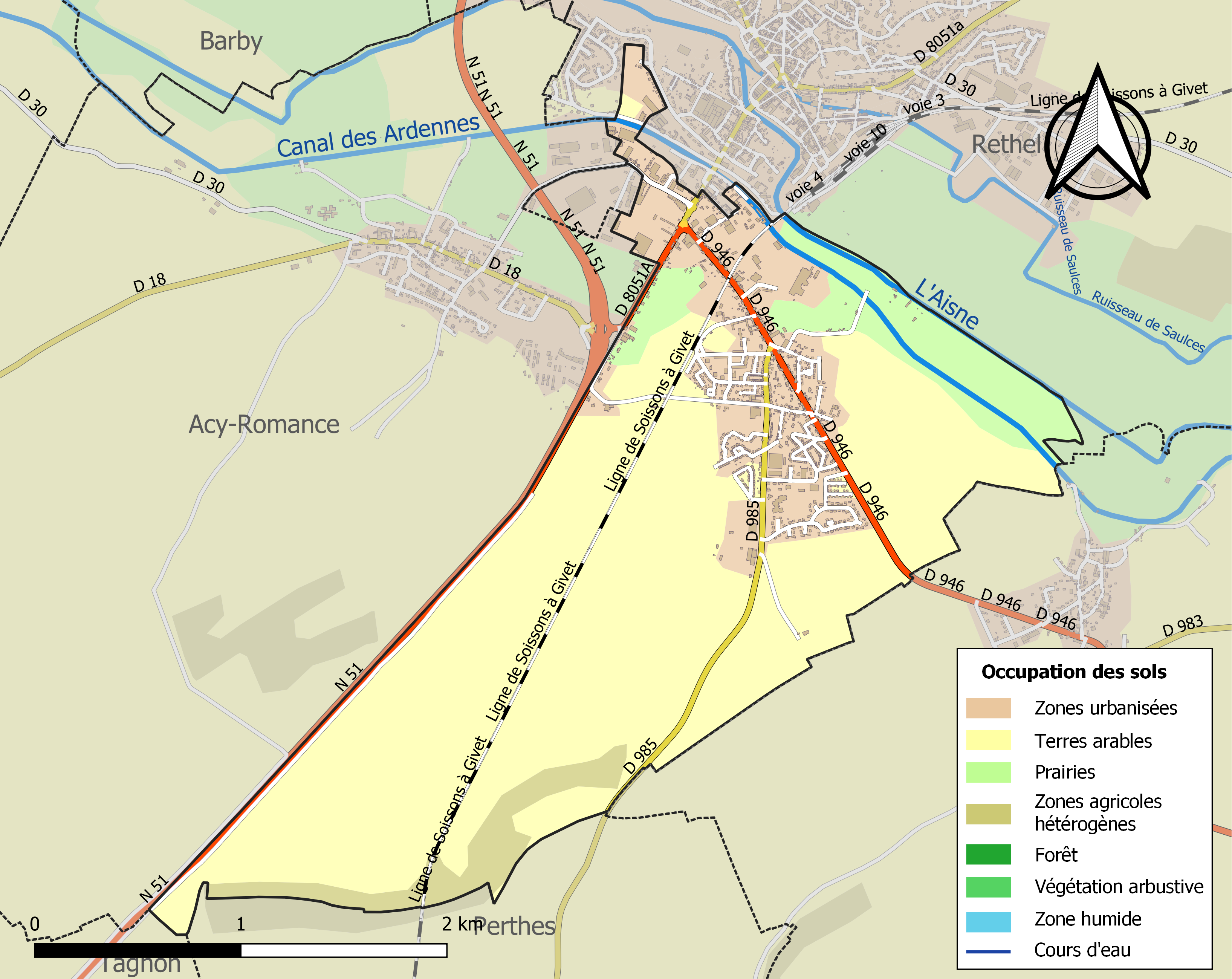
Carte des infrastructures et de l'occupation des sols de la commune en 2018 (CLC).

## Toponymie
La localité apparaît pour la première fois dans les textes vers 1243-1254 (altare Celtus). Le nom dérive du nom de personne gaulois Celtus.
La préposition « lès » permet de signifier la proximité d'un lieu géographique par rapport à un autre lieu. En règle générale, il s'agit d'une localité qui tient à se situer par rapport à une ville voisine plus grande. La commune de Sault indique qu'elle se situe près de Rethel.

## Politique et administration

### Liste des maires
| Période                                  | Période                   | Identité                                       | Étiquette | Qualité                                           |
| ---------------------------------------- | ------------------------- | ---------------------------------------------- | --------- | ------------------------------------------------- |
| 1876                                     |                           | Potiert                                        |           |                                                   |
| avant 1981                               | 1983                      | Marcel Renaud                                  | PS        |                                                   |
| 1983                                     | 2001                      | Roger Leblanc                                  |           | DAF                                               |
| mars 2001                                | En cours (au 23 mai 2020) | Michel Kociuba, Réélu pour le mandat 2020-2026 | DVD       | Ancien cadre Conseiller départemental depuis 2021 |
| Les données manquantes sont à compléter. |                           |                                                |           |                                                   |

## Démographie

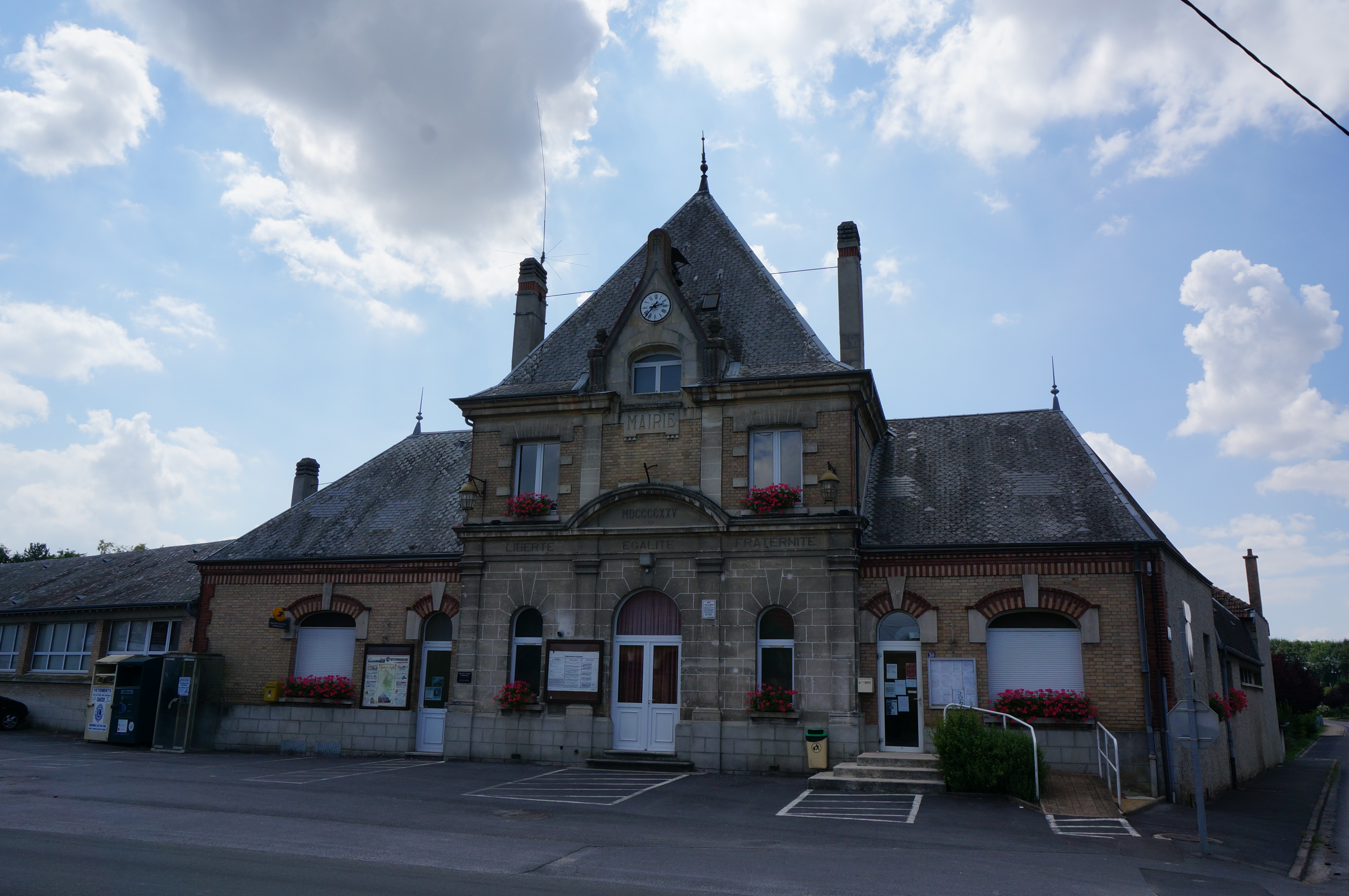
Ancienne mairie, en fonction jusqu'en 2019.

L'évolution du nombre d'habitants est connue à travers les recensements de la population effectués dans la commune depuis 1793. Pour les communes de moins de 10 000 habitants, une enquête de recensement portant sur toute la population est réalisée tous les cinq ans, les populations de référence des années intermédiaires étant quant à elles estimées par interpolation ou extrapolation. Pour la commune, le premier recensement exhaustif entrant dans le cadre du nouveau dispositif a été réalisé en 2004.

En 2022, la commune comptait 1 932 habitants, en évolution de +0,94 % par rapport à 2016 (Ardennes : −2,97 %, France hors Mayotte : +2,11 %).
| 1793 | 1800 | 1806 | 1821 | 1831 | 1836 | 1841 | 1846 | 1851 |
| ---- | ---- | ---- | ---- | ---- | ---- | ---- | ---- | ---- |
| 130  | 158  | 167  | 180  | 249  | 309  | 394  | 442  | 421  |

| 1866 | 1872 | 1876 | 1881 | 1886 | 1891 | 1896 | 1901 | 1906 |
| ---- | ---- | ---- | ---- | ---- | ---- | ---- | ---- | ---- |
| 448  | 428  | 427  | 416  | 441  | 432  | 453  | 412  | 431  |

| 1911 | 1921 | 1926 | 1931 | 1936 | 1946 | 1954 | 1962  | 1968  |
| ---- | ---- | ---- | ---- | ---- | ---- | ---- | ----- | ----- |
| 401  | 510  | 835  | 709  | 812  | 722  | 993  | 1 254 | 1 599 |

| 1975  | 1982  | 1990  | 1999  | 2004  | 2006  | 2009  | 2014  | 2019  |
| ----- | ----- | ----- | ----- | ----- | ----- | ----- | ----- | ----- |
| 2 018 | 2 116 | 2 067 | 1 919 | 1 836 | 1 863 | 1 882 | 1 940 | 1 916 |

| 2022  | - | - | - | - | - | - | - | - |
| ----- | - | - | - | - | - | - | - | - |
| 1 932 | - | - | - | - | - | - | - | - |

## Lieux et monuments
La commune de Sault-lès-Rethel a la particularité de ne pas posséder d'église.
- Le canal des Ardennes.
- L'aérodrome de Rethel - Perthes.
- La maison individuelle labellisée Architecture contemporaine remarquable .